# نايجل هيتشن

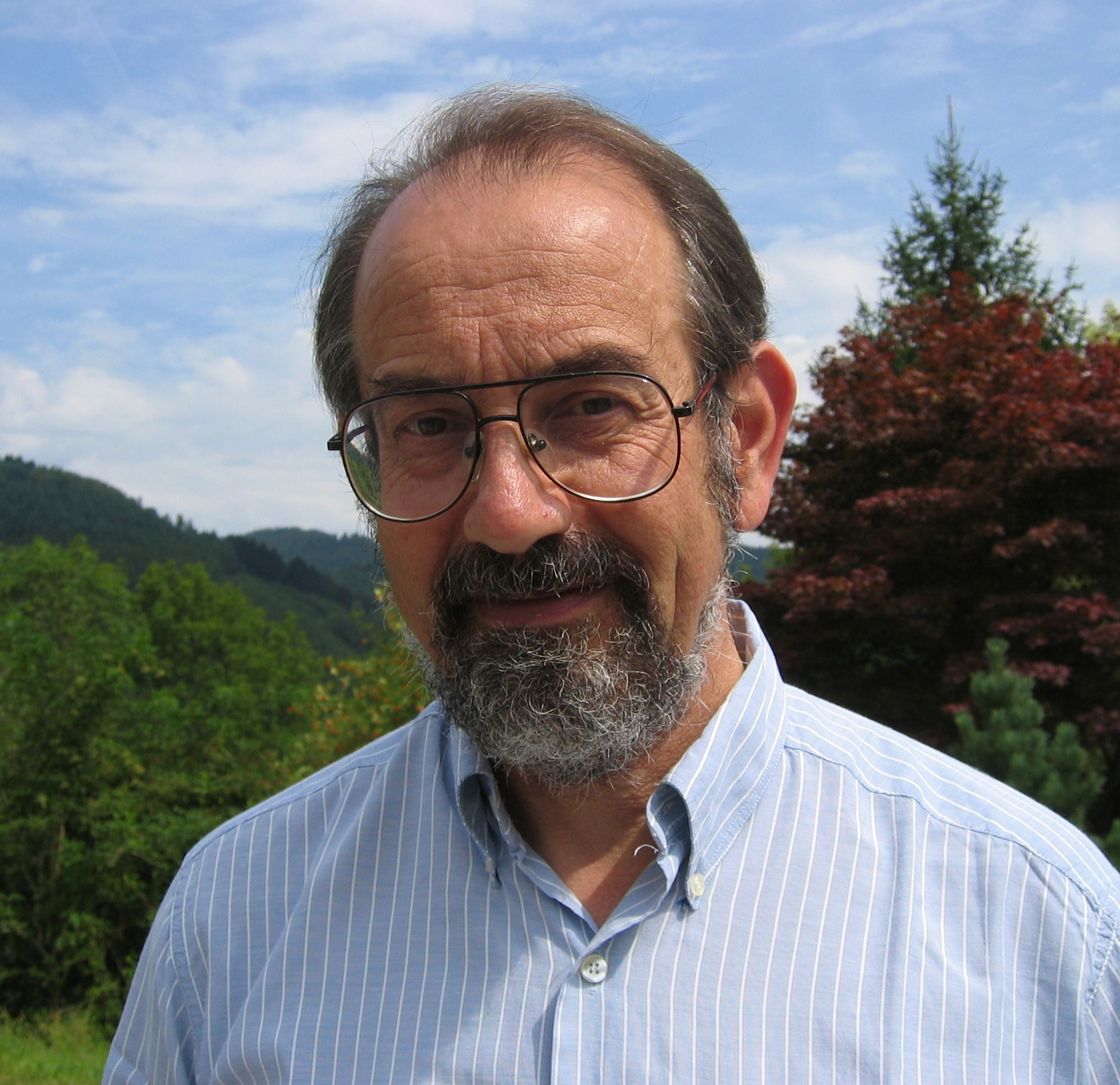

نايجل جيمس هيتشين (ولد في 2 أغسطس 1946) هو عالم رياضيات بريطاني يعمل في مجالات الهندسة التفاضلية والهندسة الجبرية والفيزياء الرياضية. وهو أستاذ فخري في الرياضيات بجامعة أكسفورد.
1. ↑   https://www.ae-info.org/ae/User/Hitchin_Nigel. {{استشهاد ويب}}: |url= بحاجة لعنوان (مساعدة) والوسيط |title= غير موجود أو فارغ (من ويكي بيانات) (مساعدة)
2. 1 2   http://www.ams.org/fellows_by_year.cgi?year=2013. اطلع عليه بتاريخ 2022-11-24. {{استشهاد ويب}}: |url= بحاجة لعنوان (مساعدة) والوسيط |title= غير موجود أو فارغ (من ويكي بيانات) (مساعدة)
3. 1 2   http://www.ams.org/news?news_id=1680. اطلع عليه بتاريخ 2022-11-24. {{استشهاد ويب}}: |url= بحاجة لعنوان (مساعدة) والوسيط |title= غير موجود أو فارغ (من ويكي بيانات) (مساعدة)
4. ↑  Angel Montenegro (27 Sep 2023), ORCID Public Data File 2023 (بالإنجليزية), DOI:10.23640/07243.24204912.V1, QID:Q123508386